# Liste der Naturparks in Baden-Württemberg

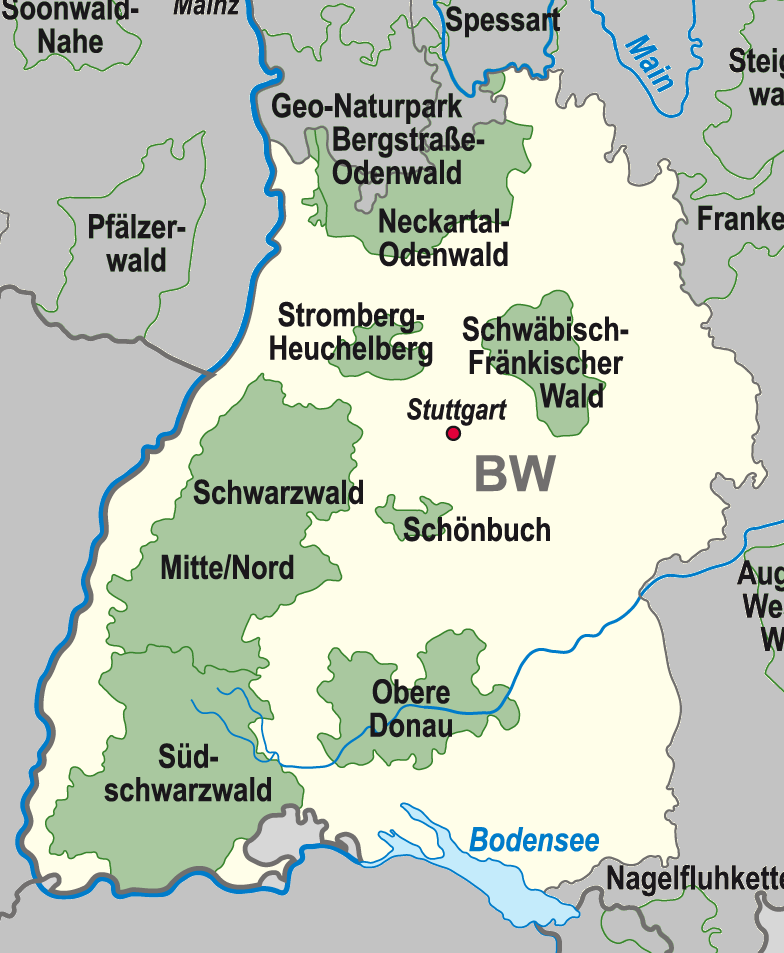
Lage der Naturparke in Baden-Württemberg

Diese sortierbare Liste enthält alle Naturparke in Baden-Württemberg.
Laut § 27 des deutschen BNatSchG sind Naturparke einheitlich zu entwickelnde und zu pflegende, großräumige Gebiete. Sie sollen auf überwiegender Fläche Landschafts- oder Naturschutzgebiete sein, eine große Arten- und Biotopenvielfalt und eine durch vielfältige Nutzungen geprägte Landschaft aufweisen.

## Naturparke in Baden-Württemberg
In Baden-Württemberg gibt es seit der Ausweisung des Schönbuchs zum ersten Naturpark des Landes im Jahre 1972 Naturparke.
Baden-Württemberg kann derzeit die folgenden sieben Naturparke vorweisen:
| Naturpark                             | Fläche     | Gegründet |
| ------------------------------------- | ---------- | --------- |
| Naturpark Neckartal-Odenwald          | 1.526 km²  | 1980      |
| Naturpark Obere Donau                 | 1.492 km²  | 1980      |
| Naturpark Schönbuch                   | 156 km²    | 1972      |
| Naturpark Schwäbisch-Fränkischer Wald | 1.271 km²  | 1979      |
| Naturpark Schwarzwald Mitte/Nord      | 4.200 km²  | 2000      |
| Naturpark Stromberg-Heuchelberg       | 408 km²    | 1980      |
| Naturpark Südschwarzwald              | 3.940 km²  | 1999      |
| Gesamt: 7 Gebiete                     | 12.993 km² |           |

Die sieben Naturparke Baden-Württembergs nehmen damit 36,32 % der Landesfläche des Bundeslandes ein.
Mit dem Naturpark Schwarzwald Mitte/Nord und dem Naturpark Südschwarzwald liegen die beiden größten der 103 Naturparke Deutschlands in Baden-Württemberg.

## Naturparke, die nur teilweise in Baden-Württemberg liegen
Der Geo-Naturpark Bergstraße-Odenwald liegt in Hessen, Bayern und Baden-Württemberg. Der regionale Naturpark Schaffhausen ist ein grenzüberschreitender Naturpark in der Schweiz und in Baden-Württemberg in Deutschland.
| Naturpark                     | Fläche    | Gegründet am |
| ----------------------------- | --------- | ------------ |
| Naturpark Bergstraße-Odenwald | 3.500 km² | 1960         |
| Naturpark Schaffhausen        | 209 km²   | 2018         |
| Gesamt: 2 Gebiete             | 3.709 km² |              |